# Rick Burks
Richard Alan „Rick“ Burks (* 27. Juli 1960 in Oakland, Kalifornien; † 19. Februar 1989 in Los Angeles) war ein US-amerikanischer Schauspieler.

## Leben
Rick Burks stammte aus Oakland, wuchs jedoch in Auburn auf und besuchte dort die High School. Er hatte eine Schwester und drei Halbgeschwister, sein Vater Donald stand zeitweise im Dienst der California Highway Patrol.
Burks war ein leidenschaftlicher Musiker und gehörte mehreren lokalen Bands an. Er spielt Lead-Gitarre und schrieb auch eigene Stücke. Um Geld zu verdienen, widmete er sich nebenher der Schauspielerei. Sein Debüt gab Burks als Hauptdarsteller in der Horrorkomödie Blood Diner (1987) von Jackie Kong. Auch in dessen Nachfolgewerk Nachtakademie (1987) erhielt er eine kleine Rolle. Über diese Filme lernte Burks den Produzenten Jimmy Maslon kennen, der sich zu einem engen Freund entwickeln sollte. 1987 war er außerdem im Musikvideo zu David Bowies Day In, Day Out zu sehen. 
Burks starb am 19. Februar 1989 an den Folgen eines Autounfalls. Der Unfallverursacher, ein Freund des 28-Jährigen, beging Fahrerflucht. Ein weiterer Beifahrer überlebte schwer verletzt.

## Filmografie
- 1987: Blood Diner
- 1987: Nachtakademie (The Underachievers)
- 1987: Day In, Day Out (Musikvideo)